# Xanthorhoe alexaria
Xanthorhoe alexaria är en fjärilsart som beskrevs av Edward Meyrick 1892. Xanthorhoe alexaria ingår i släktet Xanthorhoe och familjen mätare. Inga underarter finns listade i Catalogue of Life.